# Sōji-ji soin

Sōji-ji soin (總持寺祖院, « temple Sōji-ji père ») est un temple du bouddhisme zen, situé dans la ville de Wajima, à l'ouest de la péninsule de Noto dans la préfecture d'Ishikawa au Japon. Il est l'ancêtre du temple de Sōji-ji, l'un des deux temples principaux de l'école Sōtō.

## Histoire
Gyōki (668–749) fonda le temple Moro-oka-ji, sur une colline donnant sur la mer du Japon, dans la péninsule de Noto. Ce temple fut d'abord rattaché au bouddhisme ésotérique, avant que, en 1321, Keizan Jōkin n'en fasse un temple de l'école Sōtō. Il devint alors un des deux temples principaux du zen Sōtō (le second étant Eihei-ji), avec plus de 16 000 temples affiliés au Japon.
Le 13 avril 1898, la plupart des bâtiments du monastère furent détruits par un incendie et le Sōji-ji fut déplacé à Tsurumi-ku, dans la ville de Yokohama. On a rebâti sur l'emplacement du complexe détruit un nouveau titre, qui fonctionne comme sobyo (« mausolée ancestral » ou « temple père »). Aujourd'hui, le Sōji-ji soin continue d'accueillir des moines bouddhistes, ainsi que des pèlerins et des touristes.